# Плавання на відкритій воді на Чемпіонаті світу з водних видів спорту 1991
Змагання з плавання на відкритій воді на Чемпіонаті світу з водних видів спорту 1991 відбулися в Перті (Австралія).

## Таблиця медалей
| Місце              | Країна             | Золото | Срібло | Бронза | Загалом |
| ------------------ | ------------------ | ------ | ------ | ------ | ------- |
| 1                  | США (USA)          | 1      | 1      | 1      | 3       |
| 2                  | Австралія (AUS)    | 1      | 0      | 1      | 2       |
| 3                  | Італія (ITA)       | 0      | 1      | 0      | 1       |
| Загалом (3 збірні) | Загалом (3 збірні) | 2      | 2      | 2      | 6       |

## Медальний залік

### Чоловіки
| Дисципліна | Золото                       | Срібло                              | Бронза                         |
| 25 км      | Чад Гандебі (USA) 5:01:45.78 | Серджио Каріандіні (ITA) 5:03:18.81 | Девід О'Браєн (AUS) 5:08:53.35 |

### Жінки
| Дисципліна | Золото                             | Срібло                      | Бронза                        |
| 25 км      | Шеллі Тейлор-Сміт (AUS) 5:21:05.53 | Марта Джан (USA) 5:25:16.67 | Керен Бартон (USA) 5:28:22.74 |